# Erich Frauwallner
Erich Frauwallner (28 de diciembre de 1898 - 5 de enero de 1974) fue un profesor austriaco pionero en la investigación occidental del budismo. 

## Biografía
Frauwallner estudió filología clásica y sánscrito en Viena, donde fue posteriormente profesor de indología. Sus principales líneas de trabajo fueron la lógica y epistemología budistas. 
En 1938 Frauwallner ingresó en el Departamento de filosofía india y persa en el Instituto Oriental, cuyo director Bernhard Geiger, había sido forzado a renunciar por ser judío. Frauwallner se convirtió en director en 1942. En 1945 perdió su empleo por su pertenencia al partido Nazi, en el que militaba desde 1932. En 1951, fue readmitido. En 1960 se convirtió en catedrático.
Donald S. Lopez, Jr., profesor de budismo tibetano en la Universidad de Míchigan, llamó a Frauwallner «uno de los grandes estudiosos de Buda del siglo XX.»

## Obras
- Frauwallner, E. (1956). The Earliest Vinaya and the Beginnings of Buddhist Literature.